# 1645 Waterfield
1645 Waterfield este un asteroid din centura principală, descoperit pe 24 iulie 1933, de Karl Reinmuth.